# Mûrs-Erigné
Mûrs-Erigné – miejscowość i gmina we Francji, w regionie Kraj Loary, w departamencie Maine i Loara.
Według danych na rok 2010 gminę zamieszkiwało 5 326 osób, a gęstość zaludnienia wynosiła 307 osób/km².